# NGC 1517
NGC 1517 est une galaxie spirale située dans la constellation du Taureau. NGC 1517 a été découverte par l'astronome français Édouard Stephan en 1884.

## Caractéristiques
Sa vitesse par rapport au fond diffus cosmologique est de 3 377 ± 7 km/s, ce qui correspond à une distance de Hubble de 49,8 ± 3,5 Mpc (∼162 millions d'al).
La classe de luminosité de NGC 1517 est III-IV et elle présente une large raie HI.